# Rzeczpospolita Babińska (obraz)
Rzeczpospolita Babińska – obraz Jana Matejki wykonany techniką olejną na płótnie w 1881 roku. Obraz przedstawia epizod z dziejów kulturalnych Polski, a mianowicie spotkanie grupy towarzysko-literackiej Rzeczpospolita Babińska. Obecnie dzieło znajduje się w zbiorach Muzeum Narodowego w Warszawie.

## Klub „Rzeczpospolita Babińska”
Ugrupowanie Rzeczpospolita Babińska zostało utworzone w drugiej połowie XVI wieku za panowania Zygmunta II Augusta, z inicjatywy dwóch kalwinów – Stanisława Pszonki i Piotra Kaszowskiego. Utworzone przez nich środowisko twórców miało progresywny charakter. Wyznanie religijne uczestników nie było poddawane osądowi, a zamiast religijnej żarliwości liczyła się wolność religijna. Członkami byli szlachcice z ziemi lubelskiej, którzy dzielili pogodny humor założycieli. W spotkaniach grupy uczestniczyły także znamienite osobistości, jak Jan Kochanowski, Mikołaj Rej czy Jan Andrzej Morsztyn. Miejscem spotkań był pałac w Babinie. Poprzez humor i dowcip członkowie mogli liczyć również na „awans” w strukturze politycznej Rzeczypospolitej Babińskiej, jako że założyciele lubili nadawać tytuły za komiczne przechwałki i opowieści. Babińczycy wyśmiewali faktyczny porządek polityczny w Rzeczypospolitej Obojga Narodów. Pojawiali się babińscy hetmani, arcybiskupi, wielkorządcy, urzędnicy szlacheccy, senatorzy i łowczy. Z czasem Rzeczpospolitą Babińską zaczęto utożsamiać z przesadzonym lub absurdalnym humorem, była też przywoływana przez późniejszych twórców literackich aż do XIX wieku.

## Historia obrazu

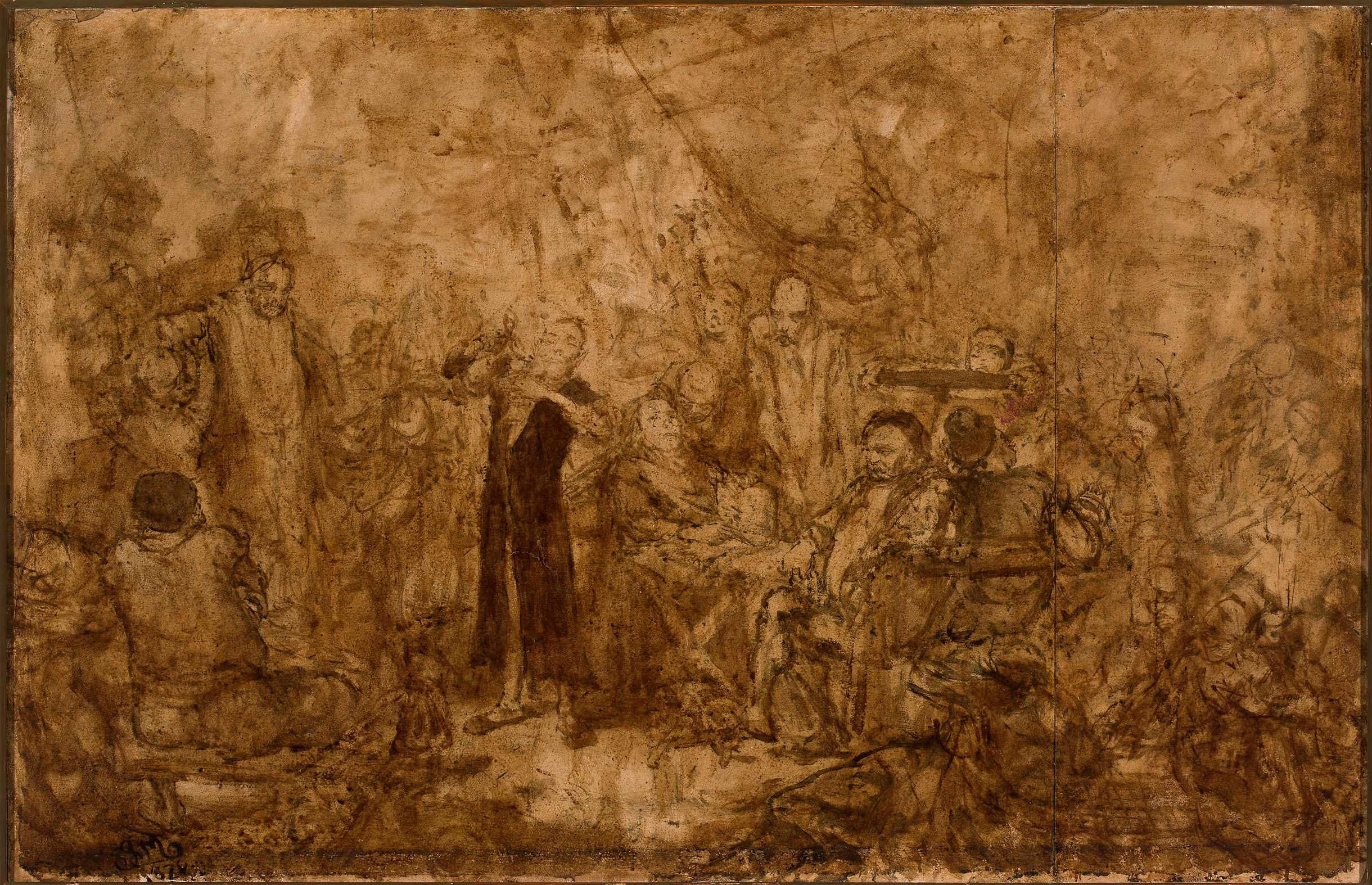
Jan Matejko, Szkic do obrazu „Rzeczpospolita Babińska”, 1870, Muzeum Narodowe w Warszawie

Według Krystyny Sroczyńskiej obraz pierwotnie znajdował się w kolekcji doktora Mariana Gorzkowskiego, przyjaciela Jana Matejki i największego kolekcjonera obrazów artysty za jego życia. W 1938 roku cztery obrazy z kolekcji Gorzkowskiego, w tym Rzeczpospolita Babińska (1881), zostały wypożyczone na wystawę do Muzeum Narodowego w Warszawie, a następnie powierzone na przechowanie. W trakcie II wojny światowej obraz został wywieziony z muzeum, by następnie doczekać się rewindykacji i powrócić do zbiorów.

## Opis obrazu

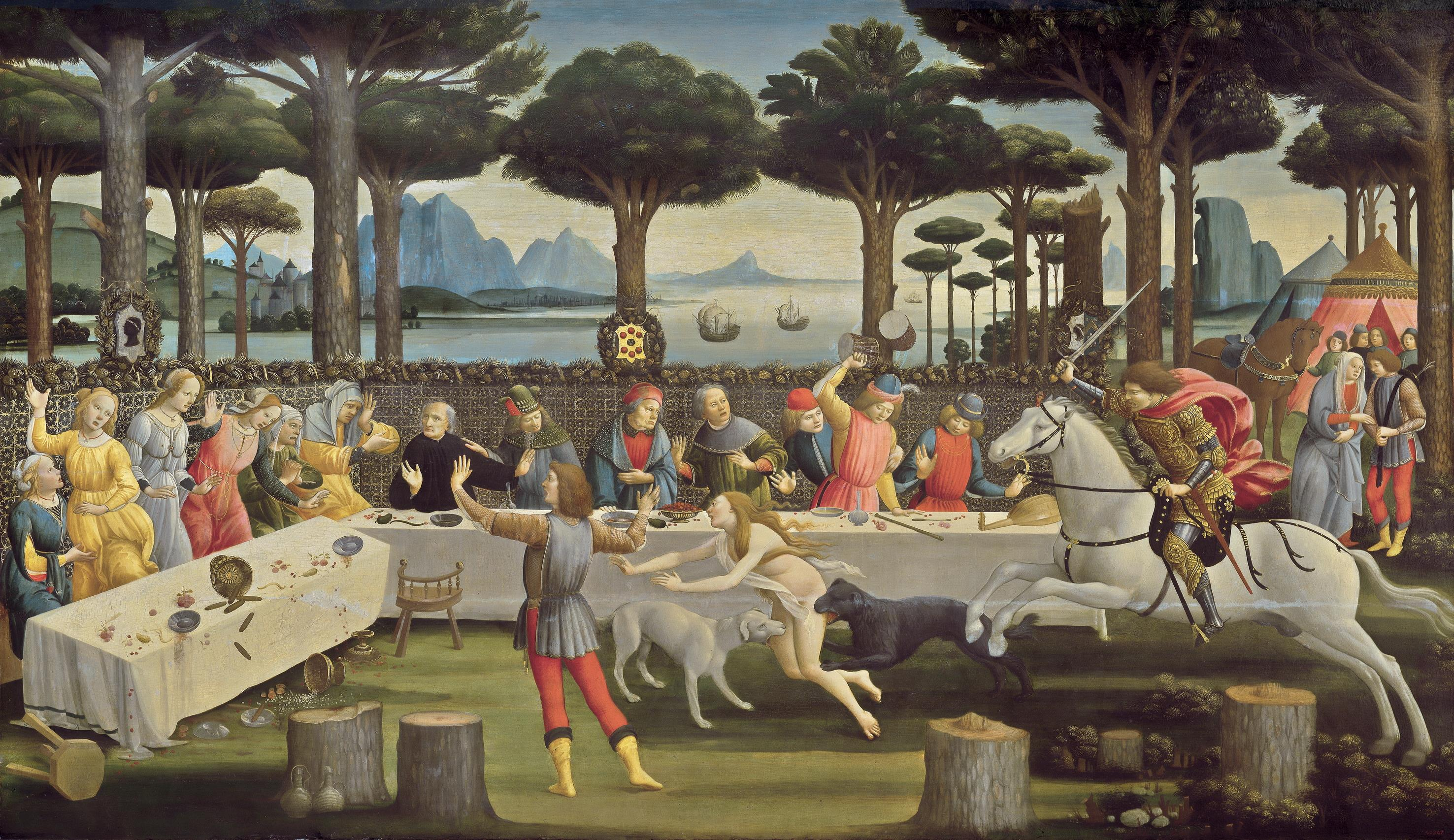
Sandro Botticelli, Okrutne łowy, epizod trzeci: Pojawienie się duchów na uczcie Nastagia, Prado

Na obrazie Stanisław Pszonka w koronie ze słoneczników, arcybiskup gnieźnieński Mikołaj Dzierzgowski siedzi w fotelu, poeta i sekretarz królewski Andrzej Trzecieski z piórem w ręku obok Pszonki, wojewoda lubelski Piotr Firlej siedzi przy stoliku, Andrzej Frycz Modrzewski siedzi obok Firleja, Piotr Kaszowski w słomianym kapeluszu, Mikołaj Rej wsparty o stolik, ksiądz i pisarz Stanisław Orzechowski rozmawia z Rejem, jego żona Magdalena Chełmska huśta się obok, lutnista królewski Valentin Bakfark i lekarz-filozof Sebastian Petrycy siedzą na lewo pod drzewem, Jan Kochanowski z kronikarzem Marcinem Bielskim grają w szachy, heraldyk Bartosz Paprocki siedzi roześmiany za grającymi w szachy, ze wzniesionymi kielichami stoją magnaci: Jan Łaski, Mikołaj Oleśnicki i stolnik sandomierski Stanisław Lupa Podlodowski.
Jan Matejko odzwierciedlił pogodny humor babińczyków i ich beztroskę poprzez tło, w którym znajduje się rozświetlony sad. Prawdopodobnie za model artyście posłużył jego własny sad przy dworku w Krzesławicach. W swojej estetyce Rzeczpospolita Babińska nawiązuje do humanistycznej kultury szesnastowiecznej, co współgra z czasem akcji obrazu. Umieszczanie scen typowych dla wnętrz w plenerze, takich jak bankiety, było popularnym zabiegiem we włoskim malarstwie renesansowym. Motyw zabawy i biesiady na łonie natury wywodzi się z gatunku literackiego, jakim jest sielanka, która została spopularyzowana w renesansowej Europie. Sięga ona korzeni literatury antycznej, co tłumaczy jej ważne miejsce w kulturze odrodzenia antyku – renesansie. W Polsce nie zabrakło rodzimych poetów idyllicznych, do których należał uczestnik spotkań babińskich – Jan Kochanowski. Sielanka jako świecki gatunek literacki wpisuje się w ideały wolności religijnej Rzeczypospolitej Babińskiej i podkreśla humanistyczną naturę ugrupowania. W oddaniu idyllicznego nastroju Republiki Babińskiej pomogła Matejce wiedza z zakresu literatury, historii Polski i malarstwa historycznego.

Obraz został namalowany w układzie horyzontalnym, co pozwoliło artyście na szerokie ukazanie sceny. Przedstawia ona grupę mężczyzn i kobiet w historycznych strojach, biesiadujących w sadzie. W tle można dostrzec dworek. Uczestnicy biesiady biorą udział w prostych przyjemnościach, takich jak spożywanie alkoholu, choć widać też bardziej kulturalne rozrywki jak gra w szachy czy gra na lutni. W centrum obrazu można dostrzec założyciela grupy, Stanisława Pszonkę, pierwszego burgrabię Rzeczypospolitej Babińskiej. Jest on otoczony przez znamienite osobistości, z których część została zidentyfikowana w litografii z 1881 roku autorstwa Leona Piccarda oraz Andrzeja Pruszyńskiego. 

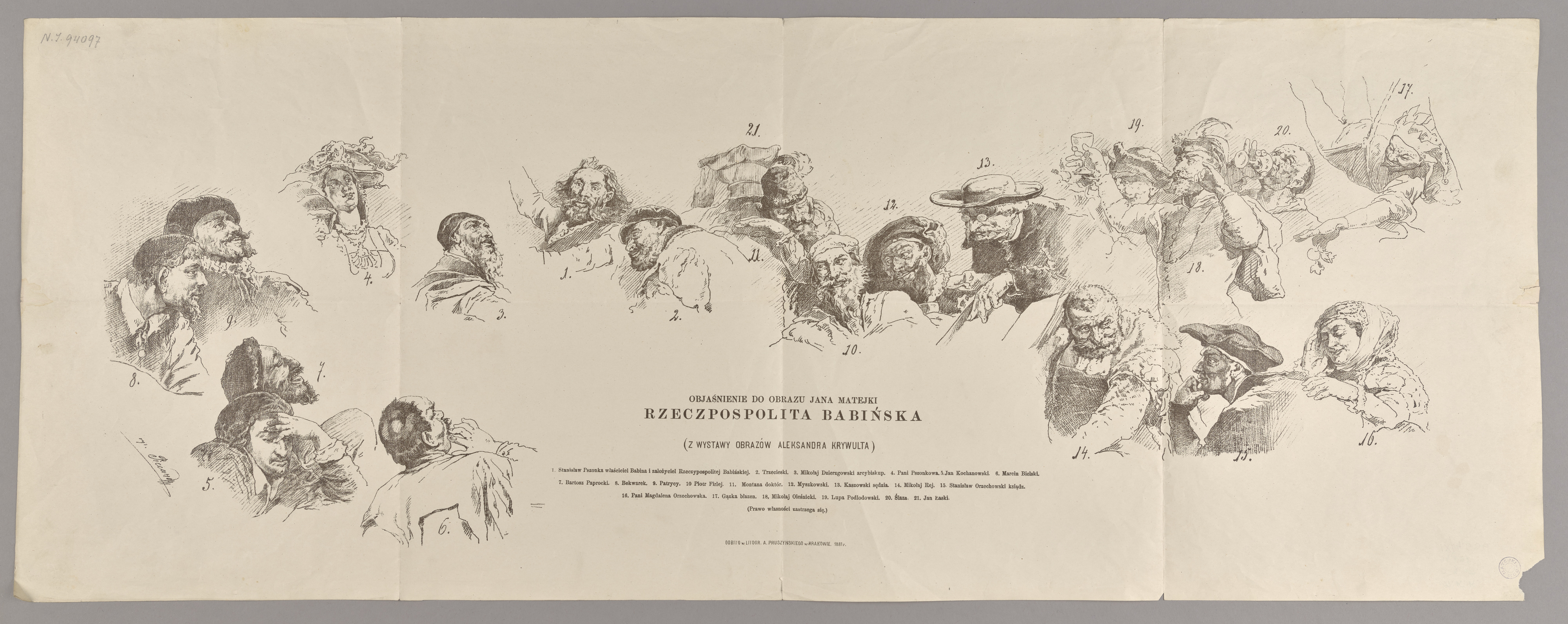
Leon Piccard, Andrzej Pruszyński, Objaśnienie postaci do obrazu Jana Matejki „Rzeczpospolita Babińska”, 1881, Muzeum Narodowe w Krakowie